# Palazzo Capasso

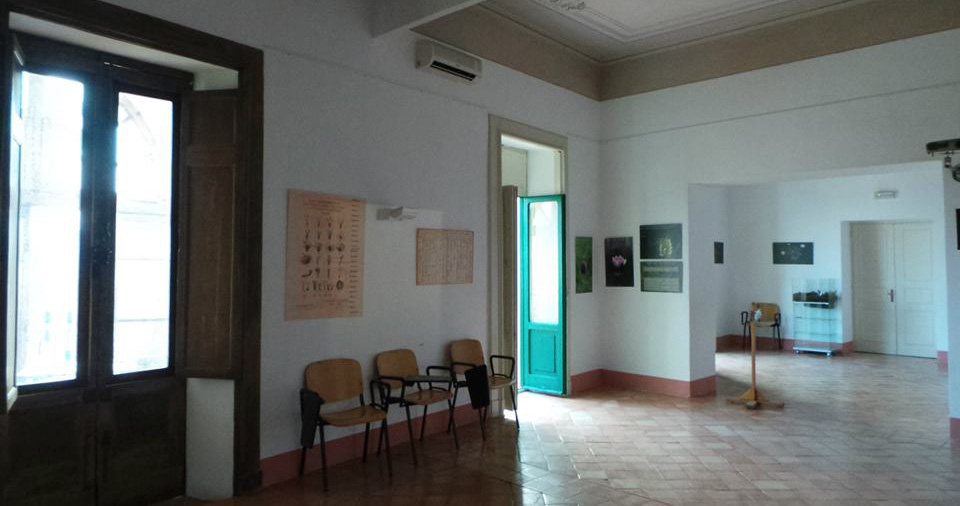
Ein Raum im Palazzo Capasso in Salerno

Der Palazzo Capasso ist ein Palast aus dem 16. Jahrhundert in der Via Ferrante Sanseverino im Zentrum von Salerno in der italienischen Provinz Kampanien.

## Geschichte und Beschreibung
Der Palast ist ein integraler Teil des Giardino della Minerva und gehörte einst der historischen Familie Silvatico; er war stark betroffen von den Eingriffen, die Don Diego del Core im 17. Jahrhundert, als Salerno ein Ort der Erholung für die Adligen aus Neapel war, vornehmen ließ. Sein letzter Eigentümer in den ersten Jahren des 20. Jahrhunderts war der Mathematiker Giovanni Capasso, der hier das Universitäts-Internat Galileo Galilei, das er selbst gegründet hatte, unterbrachte.
Das Viridarium des Matteo Silvatico befand sich tatsächlich zwei Meter unterhalb der heutigen Erdoberfläche, wie die Ausgrabungen bei der Restaurierung des Gartens ergeben haben. Bei diesen Ausgrabungen kamen bemalte Dachschindeln aus dem 15. Jahrhundert und Bruchstücke von Fresken aus dem 16. Jahrhundert ans Licht.

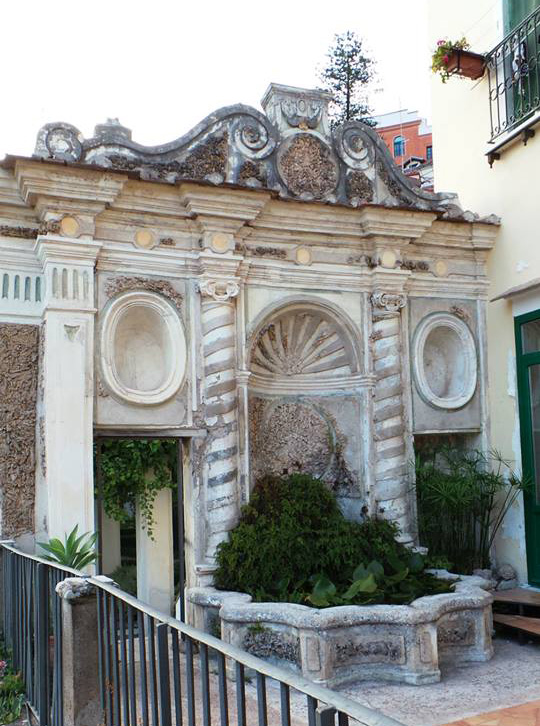
Der Brunnen

Im Rahmen des Restaurierungsprojektes, das zunächst nur auf den Giardino della Minerva (einen der sieben Gärten, die das System der Orti Cinti bestand) beschränkt war, gelang es, einen Teil des Palastes wiederherzustellen, der zusammen mit dem Garten, in dem heute die Pastellfarben der Decke der Sala Capasso, des Hauptsaales des Palastes, in dem regelmäßig Ausstellungen und Veranstaltungen stattfanden, zum Vorschein kommen. Anschließend an die Sala Capasso gibt es einen Bio-Kräuter- und Teeladen. Der Teil aber, der den Palast am meisten kennzeichnet, ist die schöne Loggia zum Golf hin, die durch den bühnenreifen Brunnen aus dem 16. Jahrhundert aufgewertet wird. Dieser zeigt sich im Stil der großen Brunnen, wie man sie in Neapel oder Rom findet: Er besteht aus einer großen Wanne in Sternform, auf dem eine markante Fassade, unterbrochen von Pilastern und Kapitellen, überragt von einem Fries und einem gemeißelten Tympanon, hervorsticht. Die Pilaster markieren den Hintergrund und teilen ihn in drei Teile auf: Den mittleren, gekennzeichnet von der großen Wanne und einer Nische mit gemeißelter Kuppel, und die seitlichen mit rechteckigen Nischen und kleinen, ovalen Nischen darüber, die heute leer sind. Die rechte Nische ist heute offen und bildet den Eingang zum ‚‚Giardino dei Semplici‘‘ (dt.: Heilkräutergarten, eigentlich „Garten der Einfachen“).

## Die Dachschindeln
2002 wurden bei der Demontage eines Teiles des Daches des Palazzo Capasso zahlreiche Dachschindeln gefunden, die an der Unterseite bemalt sind. Nur ein Teil dieser Schindeln wurden geborgen, weitere liegen auf dem Dachboden an der Vertikalen des Gebäudes, die noch nicht restauriert wurde. Auch ist es derzeit nicht möglich, sie wiederherzustellen, ohne die Dacheindeckung komplett zu erneuern. Die geborgenen Schindeln, 12 Stück, die bedeutendsten, wurden 2004 restauriert.

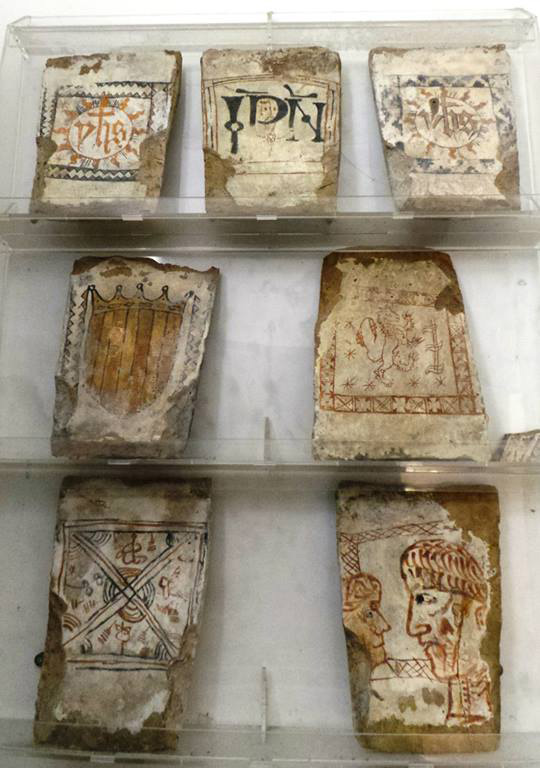
Die ausgestellten Dachschindeln

Die Malereien an der Unterseite von Dachschindeln diente der Verzierung vorwiegend religiöser Gebäude, an denen die Dacheindeckung von unten sichtbar blieb. Beispiele hierfür sind heute in mittelalterlichen Kirchen in Mittelitalien zu sehen (in Ostia Antica oder in Viterbo an der Kirche Santa Maria Nuova), sowie in einigen Regionen in Norditalien. Es ist zu beachten, dass die bemalten Dachschindeln, die heute an mittelalterlichen Gebäuden zu sehen sind, fast ausnahmslos nach dem Ein- oder Zweifarbenmaskensystem gestaltet sind; vorwiegend beschäftigen sie sich mit einem Thema. So kann man annehmen, dass diese Schindeln von früheren Gebäuden mit religiösem Charakter im historischen Zentrum von Salerno entfernt wurden. Einige bemalte Dachschindeln hat man auch in der Kathedrale von Salerno gefunden.
Qualität und Präzision in der Ausführung der Zeichnung variieren stark und in einigen Fällen lassen sie an Farbproben oder Entwürfe denken. Die gefundenen Exemplare gehören verschiedenen Typologien an und sind im Wesentlichen auf die folgenden vier Typen zurückzuführen: Mehrfarbige, geometrische Verzierungen, mehrfarbige, pflanzliche Verzierungen, Wappen und Monogramme, menschliche Profile.
Die Analyse des springenden Tieres, das mit Kamm und Krallen versehen ist (in einem graphischen Kontext, der an ein Wappen denken lässt), lässt wegen der speziellen, länglichen Form des Schädels einen Löwen ausschließen und an ein phantastisches, zoomorphes Wesen denken, das aus einem auffällig mittelalterlichen Bestiarium entsprungen ist, z. B. einen Drache oder einen Greif (auch wenn letzterer im oberen Teil im Allgemeinen mit vogelähnlichen Merkmalen dargestellt wird). Er ist mit Finesse und Liebe zum Detail dargestellt, was die entsprechende Schindel sofort von dem Exemplar unterscheidet, auf der die Profile eines Mannes und einer Frau mit viel mehr Doppel- und Annäherungsstrichen dargestellt sind.
Vermutlich ist es zum besseren Verständnis dieser Dachschindeln und einer präziseren Verortung des historisch-künstlerischen Kontextes ihrer Herkunft nötig, auf die Fundstücke in den anderen, noch nicht restaurierten Teilen des Palastes zu warten.